# Joachim Bernhard Hermann von Prittwitz und Gaffron
Joachim Bernhard Hermann von Prittwitz und Gaffron, genannt Pix von Prittwitz, (* 7. Juni 1929 in Windhoek, Südwestafrika; † 28. August 2013 in Swakopmund) war ein namibischer Politiker und Geschäftsmann.

## Leben
Joachim Bernhard Hermann von Prittwitz und Gaffron stammte aus dem schlesischen Adelsgeschlecht Prittwitz. Er war der Sohn von Joachim Bernard Paul Ewald Alexander von Prittwitz und Gaffron (1876–1952) und wurde im Elisabethhaus in Windhoek geboren. 
Joachim Bernhard besuchte das Internat Schloss Bischofstein im thüringischen Eichsfeld und absolvierte anschließend ein Maschinenbaustudium an der Ingenieurschule Hamburg. Er war als Unternehmer der Triplejay Equipment im Fahrzeug- und Ersatzteilhandel tätig.
Am 14. April 1954 heiratete er Hannelore Martha Prittwitz und Gaffron, geb. Woratz († 2010). Aus der Ehe gingen zwei Kinder hervor.
Zwischen 1964 und 1970 war er Stadtrat in Windhoek und zwischen 1969 und 1971 dortiger Bürgermeister. 
Mehrfach war er Präsident des Windhoeker Karnevals (1963–1965, 1968, 1973–1974). 1961 regierte er als Prinz Pix I. den 9. Windhoeker Karneval. Er war Ehrensenator des Windhoeker Karnevals.
Er war außerdem Vorsitzender des Windhoek Motor Club und hatte die Präsidentschaft des Ramblers Club und des Kalahari Yacht Club inne, war Aufsichtsrat der Deutsche Höhere Privatschule Windhoek (DHPS), Mitglied im Rotary Club, AA Namibia und in der Namibisch-Deutschen Stiftung (NaDS) und Ehrenpräsident der Deutsch-Namibischen Entwicklungsgesellschaft (DNEG/GNDS).